# Нектанеб II
Нектанеб II или Нектанебид II (Nakhthorheb, др. ег. Senedjemibra Setepeninhur) е трети и последен фараон от Тридесета династия на Древен Египет. Той е последния фараон с египетски произход. Управлявал през 360 – 343/2 г. пр.н.е. В края на управлението му Египет отново пада под персийска власт.
Нектанеб II идва на трона в Египет след като оглавява метеж заедно с баща си, наместника Tjahepimu, против своя чичо, фараона Тах, който бил ангажиран с военни действия срещу персите в Сирия. Подкрепен от повечето елински наемници, Нектанеб се утвърждава на власт през 360 г. пр.н.е. или най-късно през 359-8 г. пр.н.е. Непосредствено след възкачването си, Нектанеб II е заплашен от въстание на местните войски в Мендес, източната Делта, където е издигнат претендент, който най-вероятно е потомък на предишната династия. Въпреки численото превъзходство на въстаниците, Нектанеб II постига победа благодарение на спартанските наемници, водени от техния цар Агезилай II.

## Управление
В стремежа си да привлече одобрението и поддръжката на влиятелната жреческа каста, а от там и да предотврати нови бунтове на местното египетско население, Нектанеб II отменя данъчните реформи на Тах, връща собствеността на храмовете и облагодетелства жреците. Намалените в резултат на това данъчни постъпления, стават причина фараона значително да съкрати военните разходи. След бягството на Тах при персите, походът в Сирия е прекратен и голяма част от наемническите гръцки войски са разпуснати.
Управлението на Нектанеб II било характерно с неговите опити да задоволи финансовите интереси на жречеството, за да поддържа мира вътре в Египет, както и с нуждата да набави необходимите средства, с които да привлече достатъчно военна подкрепа за защита на границите от персийските нападения. През 351/350 г. пр.н.е. походът на персийския цар Артаксеркс III срещу Египет търпи провал. В отговор на неговата агресия Нектанеб II поддържа въстанието на финикийците през 346/4 г. пр.н.е.
След като на Артаксеркс III се удало да потуши размириците в неговите владения, той привлякъл гръцки наемници и започнал своя втори поход срещу Египет през 343-2 г. пр.н.е., който се увенчал с успех. Армията на персите далеч превъзхождала тази на египетския фараон по численост – Артаксеркс имал на своя страна 300 хиляди пехотинци, включително 10 хил. гърци, както и 30 хилядна конница, докато Нектанеб II разполагал с 60 хил. египтяни, 20 хил. либийци и също толкова гръцки наемници. През зимата на 343 г. пр.н.е. египетската армия претърпяла поражение при Пелузий, Делтата била окупирана от врага, а Нектанеб се оттеглил в Мемфис. Пред настъплението на персийската армия на юг през 342 г. пр.н.е., фараонът бил принуден да избяга в Горен Египет и след това в Нубия през 341 г. пр.н.е., след като цялата страна попаднала за втори път под властта на Персийската империя.
Не е известна съдбата на Нектанеб II след 341 г. пр.н.е. В „Александрия“, антична героично-историческа фантастична повест за живота и победите на Александър Македонски, е споменато че Нектанеб потърсил убежище при македонския цар Филип II, дегизиран като египетски маг. С измама той успял да прелъсти царица Олимпия, която забременяла от него и родила Александър, бъдещия завоевател. Този апокрифен разказ не почива на реални доказателства и е бил съчинен, за да легитимира властта на Александър, който претендирал, че е божествен син на Амон и наследник на древните египетски фараони.